# 8405 Asbolus
8405 Asbolus (/ˈæzbələs/; từ tiếng Hy Lạp: Άσβολος) là một tiểu hành tinh có quỹ đạo bay giữa Sao Mộc và Sao Hải Vương. Nó được James V. Scotti và Robert Jedicke phát hiện ngày 5 tháng 4 năm 1995 tại đài thiên văn Kitt Peak.